# Teddy Bear (сингл-альбом)
Teddy Bear ([ˈtedɪˈbɛə]; рус. Тедди Бэр; с англ. — «Плюшевый мишка») — четвёртый сингл-альбом южнокорейской гёрл-группы StayC. Был выпущен 14 февраля 2023 года лейблом High Up Entertainment при поддержке Kakao Entertainment. Содержит два трека, в том числе одноимённый заглавный сингл. Продюсером альбома выступил южнокорейский композитор Black Eyed Pilseung.

## История
18 января 2023 года High Up Entertainment объявили в пресс-релизе, что StayC выпустят новый альбом в феврале. 31 января было уточнено, что новым релизом будет сингл-альбом под названием Teddy Bear, а дата его выхода была назначена на 14 февраля. 1 февраля был опубликован календарь релизов. 3 февраля группа предварительно выпустила корейскую версию раннее выпущенного японоязычного сингла «Poppy», вместе с новым музыкальным клипом. Тизеры видеоклипа на «Teddy Bear» были выпущены 5 и 12 февраля.

### Выпуск
Сингл-альбом и музыкальный клип на заглавный сингл «Teddy Bear» были выпущены 14 февраля 2023 года.
15 февраля 2023 года на официальном канале STAYC была опубликована видео-практика танца, который девушки танцуют под главный сингл альбома.

## Композиция
Teddy Bear состоит из двух песен. Заглавный сингл был охарактеризован, как «энергичная поп-панк-песня». Песня написана в тональности соль мажор с ритмом 119 ударов в минуту. Вторая песня «Poppy (Korean Ver.)» была охарактеризована как «причудливая» поп-песня с «энергичным и повторяющимся припевом». «Poppy (Korean Ver.)» написана в тональности ми минор с ритмом 126 ударов в минуту.

## Продвижение

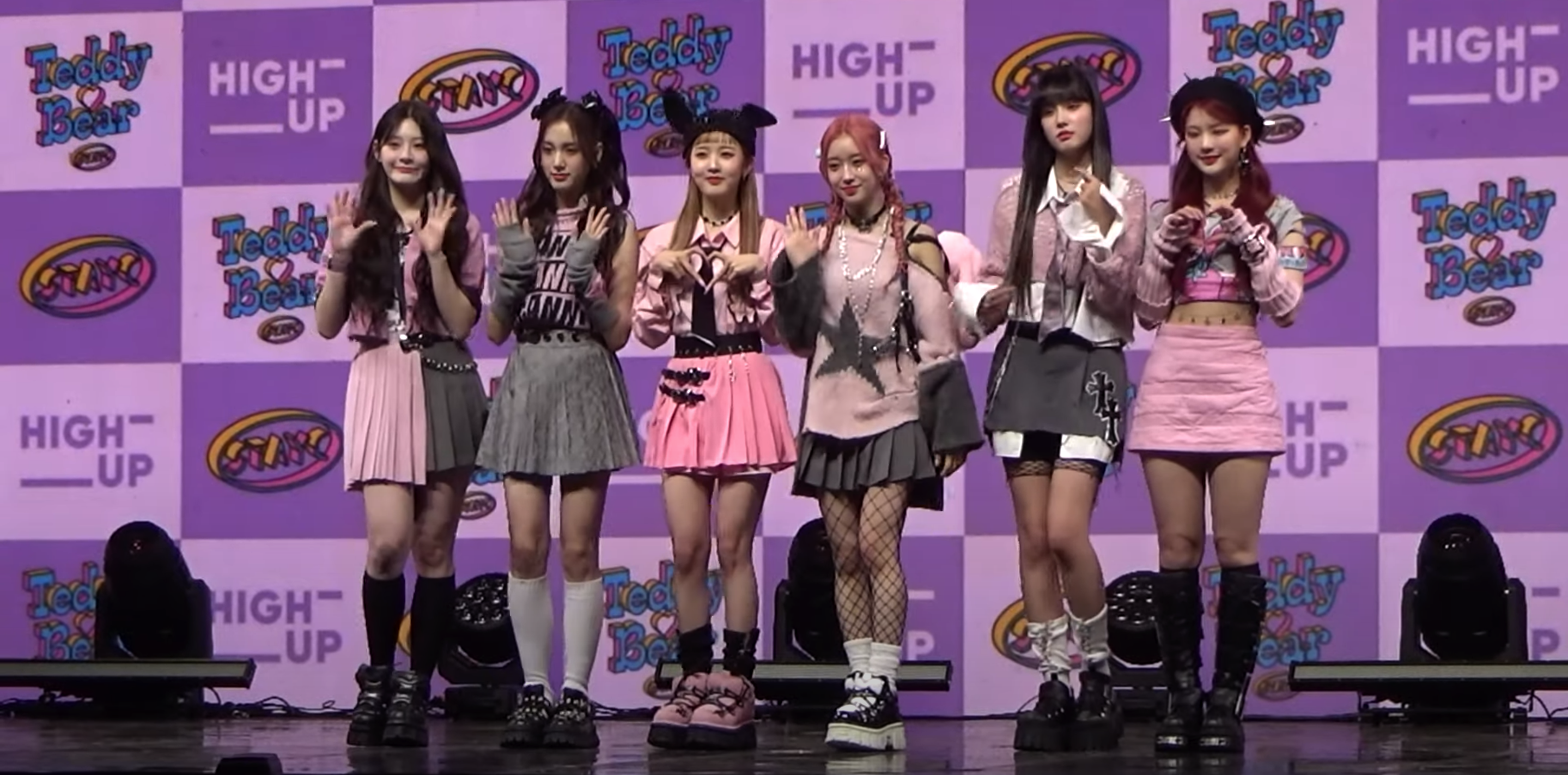
StayC на шоукейсе Yes24 Live Hall, февраль 2023 года

Выпустив клип, группа StayC, 14 февраля 2023 года, выступила на Yes24 Live Hall c сингл-альбомом Teddy Bear и организовала фан-встречу, на которой участницы группы пообщались с фанатами. Позже StayC провели трансляцию-шоукейс на Youtube, в которой рассказали про сингл-альбом и показали содержание физической копии альбома.
14 февраля 2023 года StayC выступили на Youtube-канале 1theK Originals, показав перформанс нового сингла «Teddy Bear», в рамках шоу «Gap Crush», и вживую провели шоукейс сингл-альбома на южнокорейской радиостанции KBS Cool FM (89.1MHz) в рамках программы Station Jet.
| Оценки критиков | Оценки критиков |
| Источник        | Оценка          |
| --------------- | --------------- |
| IZM             | [ 19 ]          |

14 февраля 2023 года Youtube-канал Studio Choom опубликовал трейлер появления StayC с их новым синглом «Teddy Bear» на шоу «Be Original». 16 февраля 2023 года видео было опубликовано. Видео снято в танцевальном стиле, в нём девушки показывают перформанс под музыку главного сингла.

## Коммерческий успех
«Teddy Bear» дебютировал в чарте iTunes Шри-Ланки и Монголии на 1 месте.
Также, 14 февраля 2023 года, заглавный сингл дебютировал в чарте iTunes Казахстана на 3 месте, и в чарте iTunes Финляндии на 9 месте.
Обе песни из сингл-альбома входят в десятку чарта Bugs!.
За первый день физических копий компакт-диска Teddy Bear суммарно было продано больше 186 тысяч штук, благодаря чему сингл-альбом дебютировал на первых местах в чартах физических продаж Hanteo и Gaon.
По завершении четвёртого дня продаж сумма всех проданных копий альбома составила более 274 тысяч штук, из-за чего сингл-альбом стал самым продаваемым альбомом за историю группы, обогнав We Need Love.

## Список композиций
| №                   | Название              | Текст песни         | Музыка                                             | Аранжировка         | Длительность |
| ------------------- | --------------------- | ------------------- | -------------------------------------------------- | ------------------- | ------------ |
| 1.                  | «Teddy Bear»          | B.E.P Flyt          | B.E.P Jeon Goon                                    | Rado Flyt           | 3:09         |
| 2.                  | «Poppy» (Korean Ver.) | B.E.P Flyt Will.B   | B.E.P Moon Seo-ul (Mumw) Moon Da-eun (Mumw) Co-sho | Rado Flyt           | 2:58         |
| Общая длительность: | Общая длительность:   | Общая длительность: | Общая длительность:                                | Общая длительность: | 6:07         |

## Участники записи

### Вокал

#### StayC
- Бэ Сумин — вокал
- Пак Шиын — вокал
- Ли Чэён — вокал
- Юн Сэын — вокал
- Шим Джаюн — вокал
- Чан Еын — вокал

### Цифровая обработка
- Джей-Пи Гу — микширование
- DRK — микширование
- Крис Герингер — мастеринг
- Джо ЛаПорта — мастеринг

### Звукорежиссура
- Чон Ынгён — звукорежиссура
- Ян Ёнын — звукорежиссура

### Текст песни
- Co-sho — слова, лирика
- Чон Гун — слова
- FLYT — композиция, лирика
- will.b — композиция, лирика

### Общее продюсирование
- Black Eyed Pilseung — слова, композиция, лирика, продюсирование
- Rado — звукорежиссура, композиция, аранжировка

## Чарты

### Ежедневные чарты
| Чарт (2023)                        | Название                  | Высшая позиция |
| ---------------------------------- | ------------------------- | -------------- |
| Республика Корея (Bugs!)           | «Poppy (Korean Ver.)»     | 10             |
| Республика Корея (Naver VIBE)      | «Poppy (Korean Ver.)»     | 20             |
| Республика Корея (Apple Music)     | «Poppy (Korean Ver.)»     | 24             |
| Республика Корея (Spotify)         | «Poppy (Korean Ver.)»     | 27             |
| Республика Корея (Genie)           | «Poppy (Korean Ver.)»     | 58             |
| Республика Корея (Melon)           | «Poppy (Korean Ver.)»     | 63             |
| Республика Корея (Flo)             | «Poppy (Korean Ver.)»     | 67             |
| Монголия (iTunes)                  | «Teddy Bear»              | 1              |
| Шри-Ланка (iTunes)                 | «Teddy Bear»              | 1              |
| Республика Корея (Bugs!)           | «Teddy Bear»              | 2              |
| Казахстан (iTunes)                 | «Teddy Bear»              | 3              |
| Финляндия (iTunes)                 | «Teddy Bear»              | 9              |
| Филиппины (iTunes)                 | «Teddy Bear»              | 14             |
| Республика Корея (Apple Music)     | «Teddy Bear»              | 16             |
| Турция (iTunes)                    | «Teddy Bear»              | 19             |
| Республика Корея (Genie)           | «Teddy Bear»              | 10             |
| Мир (iTunes)                       | «Teddy Bear»              | 68             |
| Республика Корея (Spotify)         | «Teddy Bear»              | 8              |
| Республика Корея (Melon)           | «Teddy Bear»              | 4              |
| Республика Корея (Flo)             | «Teddy Bear»              | 8              |
| Республика Корея (Naver VIBE)      | «Teddy Bear»              | 6              |
| Китайская Республика (Apple Music) | «Teddy Bear»              | 82             |
| Республика Корея (Hanteo)          | Teddy Bear                | 1              |
| Республика Корея (Hanteo)          | Teddy Bear, Digipack Ver. | 2              |

### Еженедельные чарты
| Чарт (2023)                | Название              | Высшая позиция | Ист.   |
| -------------------------- | --------------------- | -------------- | ------ |
| Республика Корея (Circle)  | «Poppy (Korean Ver.)» | 26             | [ 41 ] |
| Республика Корея (Circle)  | «Poppy (Korean Ver.)» | 140            | [ 42 ] |
| Республика Корея (Circle)  | «Poppy (Korean Ver.)» | 196            | [ 43 ] |
| Республика Корея (Circle)  | Teddy Bear            | 1              | [ 44 ] |
| Республика Корея (Spotify) | «Teddy Bear»          | 11             | [ 45 ] |

## Продажи

### Общие продажи
| Чарт (2023)               | Название                  | Количество продаж | Общее число продаж | Ист.   |
| ------------------------- | ------------------------- | ----------------- | ------------------ | ------ |
| Республика Корея (Hanteo) | Teddy Bear                | - KOR: 200 000+   | - KOR: 347 259+    | [ 28 ] |
| Республика Корея (Hanteo) | Teddy Bear, Digipack Ver. | - KOR: 140 000+   | - KOR: 347 259+    | [ 28 ] |

## История релиза
| Регион           | Дата               | Релиз                     | Формат                        | Лейбл                 | Ист.   |
| ---------------- | ------------------ | ------------------------- | ----------------------------- | --------------------- | ------ |
| Мир              | 3 февраля 2023 г.  | «Poppy (Korean Ver.)»     | Цифровая дистрибуция Стриминг | High Up Kakao [англ.] | [ 46 ] |
| Мир              | 14 февраля 2023 г. | Teddy Bear                | Цифровая дистрибуция Стриминг | High Up Kakao [англ.] | [ 46 ] |
| Республика Корея | 14 февраля 2023 г. | Teddy Bear                | Компакт-диск                  | High Up Kakao [англ.] | [ 46 ] |
| Республика Корея | 14 февраля 2023 г. | Teddy Bear, Digipack Ver. | Компакт-диск                  | High Up Kakao [англ.] | [ 46 ] |